# بقعه امامزاده خلیل‌الله
بقعه امامزاده خلیل‌الله مربوط به دوره قاجار است و در آرادان، خارج بافت شهری واقع شده و این اثر در تاریخ ۲۵ اسفند ۱۳۸۰ با شمارهٔ ثبت ۵۶۶۶ به‌عنوان یکی از آثار ملی ایران به ثبت رسیده است.